# Święta Klotylda
Klotylda, Chrodechilda, cs. Błagowiernaja carica Kłotilda, (ur. ok. 470 roku w Lyonie, zm. 3 czerwca 545 w Tours) – święta katolicka i prawosławna.

## Żywot świętej
Życiorys św. Klotyldy spisano w X wieku na podstawie zapisków św. Grzegorza z Tours. Była córką Chilperyka II – brata i współregenta króla Burgundów Gundobada.
W 483 roku król Franków salickich z dynastii Merowingów Chlodwig I wysłał do Burgundii poselstwo w sprawie ewentualnego małżeństwa z Klotyldą do którego doszło w 492 roku (mimo że Chlodwig miał już syna z nieprawego łoża – Teuderyka I). Taki krok władcy Franków można tłumaczyć chęcią ingerencji w sprawy podzielonej Burgundii pomiędzy czterech braci. Chlodwig interweniował zbrojnie przeciwko Gundobadowi już po zwycięskiej bitwie z Alamanami i chrzcie wymuszając na nim płacenie daniny.
Urodziła mu czterech synów i córkę:
1. Ingomera (zm. w dzieciństwie)
2. Chlodomera (zm. w 525 r.)
3. Childeberta
4. Chlotara
5. Klotyldę

Dzieci zostały ochrzczone, a mąż przyjął chrzest z rąk św. Remigiusza. Po śmierci Chlodwiga przeniosła się do Tours i tam zmarła, a pochowana została w Paryżu.

## Kult
Relikwie św. Klotyldy, królowej były przechowywane i obnoszone w procesjach aż do rewolucji francuskiej. Do dziś znajdują się one w kościele Saint-Leu w Paryżu.
W ikonografii święta odziana jest w królewskie szaty i koronę. W dłoniach trzyma zwój pisma.
Wspomnienie liturgiczne w Kościele katolickim obchodzone jest 3 czerwca, natomiast w Cerkwi prawosławnej 3/16 czerwca, tj. 16 czerwca według kalendarza gregoriańskiego.

## Źródła internetowe
- św. Klotylda, królowa na cerkiew.pl (oprac. Jarosław Charkiewicz)